# Friedrich Lewald
Friedrich Jacob Maximilian Lewald, Nachname bis 1812 Marcus (* 24. Juni 1794 in Königsberg (Preußen); † 17. Januar 1858 in Breslau),, war ein deutscher Politiker, Zeitungsherausgeber und Eisenbahndirektor.

## Familie
Friedrich Lewald war der jüngste Sohn des Königsberger Kaufmanns David Levin Marcus, vormals Marcus David Levin Wehle († 1805). Sein Bruder war der Weinhändler David Marcus (1787–1846), der seinerseits erst 1831 dem Beispiel seiner Brüder folgte und den Namen Lewald annahm. Somit war Friedrich Lewald der Onkel der Schriftstellerin Fanny Lewald (1811–1889).
Am 23. Oktober 1816 heiratete Lewald seine Cousine Henriette Maria, geb. Schlesinger (1794–vor 1836), die Tochter des Breslauer Kaufmanns Michael Schlesinger (* 8. August 1754 in Guttentag; † 4. Juli 1829 in Breslau). Mit ihr hatte er fünf Kinder, die zwischen 1817 und 1832 geboren wurden. Nach dem Tod seiner Frau ehelichte Lewald nach 1836 die Hauslehrerin seiner Kinder, Pauline Juliane Werkenthin (* um 1801; † 23. Februar 1847 in Breslau). Seine dritte Ehefrau, die ihn als Witwe überlebte, hieß Mathilde.
Einer seiner Söhne war der Bergingenieur Paul Friedrich Lewald (* 23. Juli 1836 in Breslau; † 1. Juli 1906 in Blasewitz bei Dresden), der 1881 im böhmischen Graupen Margarethe, geb. Schultze aus Neuruppin heiratete und bei seinem Tod neben seiner Witwe neun Söhne und eine Tochter hinterließ.

## Jugend
Über die Jugend von Friedrich Lewald ist wenig bekannt. Vom zwölften Lebensjahr an besuchte er das Altstädtische Gymnasium in Königsberg. Anschließend wollte er auf einem Gut des Grafen Truchseß von Waldburg die Landwirtschaft erlernen, verließ die Stelle jedoch nach zwei Jahren. Um 1812 trat er in das Handelshaus seines Bruders David ein und wurde Kommissär für Polen und die russischen Ostseegebiete.

## Kaufmann in Breslau
1816 übersiedelte Lewald, der noch in seiner Heiratsanzeige den Vornamen Jacob geführt hatte, nach Breslau, wo er unter dem Namen Friedrich Lewald zunächst mit seinem Onkel Carl Samuel Lewald ein eigenes Handelshaus gründete. Später arbeitete er in der Firma seines Schwiegervaters. Als dieser verstarb und seiner einzigen Tochter ein bedeutendes Erbteil hinterließ, wurde Friedrich Lewald finanziell unabhängig.
Er verfasste finanzpolitische Schriften und wurde Berater des neu gegründeten preußischen Handels- sowie des Finanzministeriums. Ein Angebot des Ministers Karl Georg Maaßen, im Departement für indirekte Steuern im Ministerium zu arbeiten, lehnte Lewald mit Rücksicht auf seine Breslauer  Familie ab.
Im Juli und August 1823 lernte Friedrich Lewald bei einer Kur in Marienbad Johann Wolfgang von Goethe kennen, der sich mit ihm über Königsberger Verhältnisse unterhielt. Einen Regenschirm, unter dem er Goethe in seine Unterkunft begleitete, hob er zeitlebens als Andenken auf. Bei einer anderen Gelegenheit traf Lewald in Karlsbad mit dem Weimarer Großherzog Karl August zusammen. Auch von dieser Begegnung berichtete Friedrich Lewald seiner Nichte Fanny bei einem Breslau-Besuch des Ehepaars Lewald-Stahr im Sommer 1856 manche Anekdoten.
Beim Tod seines Schwiegervaters Michael Schlesinger wollte Lewald dessen letzten Willen erfüllen und einen in lateinischer statt in hebräischer Schrift und in deutscher Sprache, mit christlichen Jahresangaben beschrifteten Grabstein setzen. Dies verbot ihm die für den Friedhof zuständige jüdische Gemeinde. Lewald appellierte an die preußischen Kultusbehörden, die eine solche Grabschrift gestatteten und ihm empfahlen, vor Gericht zu gehen. Für das Breslauer Judentum, wo die Gesellschaft der Brüder bereits seit 1780 eine Reform des Bestattungsritus anstrebte, war diese Auseinandersetzung, deren Ausgang nicht aus den Akten hervorgeht, Teil eines Grundsatzstreits, der letztlich zur Spaltung der Gemeinde führte.
Beim Ausbruch der Cholera-Epidemie in Ostpreußen, der in Königberg zu einem Aufstand geführt hatte, verließ Lewald mit seiner Familie und der Schwiegermutter Breslau und übersiedelte nach Süddeutschland. Den Winter 1832/32 verbrachte er in Mannheim und Heidelberg, 1832 mietete er ein Haus an der Lichtentaler Allee in Baden-Baden, wo er unter anderem mit den Schriftstellern Ludwig Börne und Ludwig Robert verkehrte. Hier empfing Friedrich auch den Besuch seines Bruders David Lewald, der seine Tochter Fanny in die Obhut der Breslauer Familie gab. Mit ihr reiste die Familie von Friedrich Lewald im August 1833 über Kassel und Berlin nach Breslau zurück.

## Zeitungsgründer und Eisenbahndirektor
Im Eckhaus am Blücherplatz in Breslau, Drei Mohren genannt, wo die Lewalds in den 1830er-Jahren die erste Etage bewohnten, führte Henriette Schlesinger einen literarischen Salon, wo beispielsweise August Heinrich Hoffmann von Fallersleben, der von den Lewalds auch mäzenatisch geförderte Wilhelm Wackernagel und Max Ring  verkehrten. Fanny Lewald empfing hier erste Anregungen für ihr späteres Wirken als Salonniere in Berlin.
Nach dem Tod seiner Frau und seiner ersten Wiederverheiratung nahm Friedrich Lewald, der das Erbteil seiner Kinder aus erster Ehe nicht schmälern wollte, die Disponentenstelle in einem Breslauer Handelshaus an.
1836 gründete er zudem – als Beiblatt zur Breslauer Zeitung – die Schlesische Chronik, die er als Organ für das Gesammt-Interesse der Provinz bis zur Übernahme der Redaktion durch Moritz Elsner im Jahr 1842 für Eugen von Vaerst redigierte, der seit 13. März 1834 Eigentümer und alleiniger Konzessionär des Hauptblatts war. Die auf lokalpolitische und regionale Themen spezialisierte Zeitung erschien anfangs zweimal wöchentlich, später deutlich häufiger und brachte zu jedem Jahresende ein Sachregister der Artikel. Da die Regierung in Berlin trotz einer Befürwortung durch den Polizeipräsidenten Ferdinand Heinke keine Erlaubnis zur Aufnahme von Annoncen gab, wurde das Blatt Ende Juni 1849 als zu kostspielig eingestellt.
Auf Lewalds Initiative und die Unterstützung seines Freundes, des Bankiers Ernst Heimann, sowie des Syndikus der Breslauer Kaufmannschaft, Justizrat Heinrich Graeff, geht die Realisierung des von Baurat Hermann Krause 1834 entwickelten Plans zurück, von Breslau nach Ohlau und von dort weiter nach Oppeln eine Eisenbahn zu verlegen. Als Mitgründer und erster Generalsekretär war er langjähriger Verwaltungsdirektor, ab 1857 „Spezial-Direktor“ der Oberschlesischen Eisenbahn-Gesellschaft. Mit seiner neuen Frau, den noch nicht erwachsenen Kindern und der Witwe Schlesinger, der Mutter seiner ersten Frau, wohnte er im Bahnhofsgebäude am Schweidnitzer Tor.
Friedrich Lewald starb an den Folgen eines Schlaganfalls. In einem Nachruf der Schlesischen Zeitung wurde er als „ein um die oberschlesische Eisenbahn hochverdienter Mann“ bezeichnet. Fanny Lewald charakterisiert ihn in ihren Memoiren wie folgt: „Mit einem glücklichen Gedächtniß begabt, stets im vollen Besitz seiner geistigen Mittel, äußerst humoristisch, und gleich geschickt zu ernster Auseinandersetzung wie zu heiterer Unterhaltung, witzig, schlagfertig, rasch, und wenn er es wollte auch wieder von schöner epischer Behaglichkeit, habe ich nie Jemand anmuthiger und geistreicher erzählen hören.“

## Schriften
- Breslau’s Stadt-Haushalt. Eine historisch-kritische Untersuchung als Beitrag zur Würdigung der Erfolge der Preußischen Städte-Ordnung. Mit drei Tabellen. Carl Franz Köhler, Leipzig 1835 (Digitalisat).
- Ueber das Anlehen der Königl. Preußischen Seehandlung. (Berlin, den 15. October 1832.) Hoffmann & Campe, Hamburg 1832 (Digitalisat).
- Ueber Etwas was uns Breslauer drückt. Ein Schreiben an die Hochlöbliche Stadtverordneten-Versammlung zu Breslau. Wilhelm Gottlieb Korn, Breslau 1834 (Digitalisat).
- Die finanziellen Verhältnisse der Oberschlesischen Eisenbahn von Breslau bis zur (Cracauschen) Landesgränze. Vortrag des Special-Directors Lewald in der Directorial-Sitzung am 13. September 1844. Manuscript, 1844. (Exemplar im Technikmuseum Berlin (DTM), Präsenzbestand).
- Digitalisate der Schlesischen Chronik Jg. 1 (1836) bis Jg. 13 (1848) in der Biblioteka Czyfrowa Uniwersitetu Wrocławskiego